# Вечфня-Косьцельна (гміна)
Гміна Вечфня-Косьцельна (пол. Gmina Wieczfnia Kościelna) — сільська гміна у центральній Польщі. Належить до Млавського повіту Мазовецького воєводства.
Станом на 31 грудня 2011 у гміні проживало 4253 особи.

## Територія
Згідно з даними за 2007 рік площа гміни становила 119.81 км², у тому числі:
- орні землі: 79.00%
- ліси: 15.00%

Таким чином, площа гміни становить 10.23% площі повіту.

## Населення
Станом на 31 грудня 2011:
| Опис     | Загалом | Загалом | Чоловіки | Чоловіки | Жінки | Жінки |
| -------- | ------- | ------- | -------- | -------- | ----- | ----- |
| одиниця  | осіб    | %       | осіб     | %        | осіб  | %     |
| все      | 4253    | 100     | 2160     | 50.79    | 2093  | 49.21 |
| міське   | 0       | 100     | 0        |          | 0     |       |
| сільське | 4253    | 100     | 2160     | 50.79    | 2093  | 49.21 |

## Сусідні гміни
Гміна Вечфня-Косьцельна межує з такими гмінами: Дзежґово, Ілово-Осада, Млава, Шидлово, Яновець-Косьцельни.